# Ваља Јашулуј (Арђеш)
Ваља Јашулуј (рум. Valea Iaşului) насеље је у Румунији у округу Арђеш у општини Ваља Јашулуј. Oпштина се налази на надморској висини од 473 m.

## Становништво
Према подацима из 2002. године у насељу је живело 2815 становника, од којих су сви румунске националности.

### Хронологија
| Година       | 1992 | 1993 | 1994 | 1995 | 1996 | 1997 | 1998 | 1999 | 2000 | 2001 | 2002 | 2003 | 2004 | 2005 | 2006 | 2007 | 2008 | 2009 | 2010 | 2011 | 2012 | 2013 | 2014 | 2015 | 2016 | 2017 |
| ------------ | ---- | ---- | ---- | ---- | ---- | ---- | ---- | ---- | ---- | ---- | ---- | ---- | ---- | ---- | ---- | ---- | ---- | ---- | ---- | ---- | ---- | ---- | ---- | ---- | ---- | ---- |
| Становништво | 2721 | 2707 | 2704 | 2705 | 2708 | 2703 | 2732 | 2736 | 2776 | 2771 | 2775 | 2774 | 2762 | 2761 | 2742 | 2756 | 2753 | 2751 | 2758 | 2758 | 2774 | 2783 | 2773 | 2771 | 2777 | 2763 |